# Einmal Kanzler sein
Einmal Kanzler sein is een Computerspel dat werd ontwikkeld door Traveling Bits en uitgegeven door Computerpartner T+S. Het spel kwam in 1991 uit voor de Commodore Amiga. Het spel is Duitstalig en van het genre avonturenspel.

## Ontwikkelteam
- Muziek: Dirk Magerkord
- Grafisch: Henning Geiler
- Programmeur: Traveling Bits